# Ellie Foumbi
Ellie Foumbi est une actrice, réalisatrice et scénariste camerounaise. Elle est connue pour son film Mon Père, le Diable sorti en 2021 et qui a remporté plusieurs dizaines de prix internationaux.

## Biographie
Ellie Foumbi est née à Yaoundé, la capitale du Cameroun. Elle est titulaire d'un MFA de l'École des arts de la mise en scène obtenu à l'université Columbia. Elle fait ses débuts dans le cinéma d'abord en tant qu'actrice avant de se lancer dans la réalisation. Elle commence sa carrière de réalisatrice avec le court métrage Zenith sorti en 2017, puis un second court métrage No Traveler Returns sorti en 2019. Elle est membre de l'équipe BAFTA breakthrough USA et a été nommée parmi les 25 nouveaux visages du cinéma indépendant par Filmmaker magazine. Ellie Foumbi est  aussi une diplômée du Tribeca Film Institut et membre du Film Independant Screenwriting Lab. 
En 2021, elle sort son premier long métrage intitulé Mon Père, le Diable. Le film est produit par Joseph Mastantuono. Le film reçoit d'excellentes critiques et remporte de nombreux prix. Le film est présenté en avant-première au Festival international du film de Venise, puis en décembre 2023, le film ouvre la troisième édition du Vancouver International Black Film Festival .  
En décembre 2023, le film Mon père le Diable remporte l' Écran d'or, le film de l'année au festival Écrans noirs au Cameroun.

## Filmographie
- 2022: Paris is in Harlem
- 2021: Mon Père, le Diable
- 2021:The couple next door
- 2021: Broken keys
- 2020: American thief
- 2019: No traveler returns
- 2018: Suicide by sunlight
- 2017: Zenith
- 2016: How to tell you're a Douchebag
- 2016: Avalanche
- 2015: Uniform
- 2014: Evolution of a criminal
- 2013: Mother of George

## Prix et récompenses
- 2016: Screenplay Competition Grand Prize Best Short Script
- 2017:  BAFTA/LA student film Award
- 2017: IFP Audience Award
- 2018: Gold Award
- 2022: German Independance Award - special mention
- 2022: ABFF jury Award
- 2022: John singleton Award
- 2022: Best Black Lens Film Best Black
- 2022: Best Narrative feature, partagé avec Joseph Mastantuono
- 2022: New York Women in Film & Television Award
- 2022: Grand Prize Narrative Feature
- 2022: Audience Award Narrative
- 2022: Excellence in the Art of Filmmarking Award
- 2022: Filmmarker spotlight Award
- 2022: Mind the Gap
- 2022: Audience Award (U.S cinema indie)
- 2023: George Sidney Independent Film Competition Winner
- 2023: Copper wing Award
- 2023: Winner new voices/new visions special jury mention[7]
- 2023: Ecran d'Or aux Écrans noirs